# Elberton
Elberton è una città degli Stati Uniti d'America, situata nello Stato della Georgia e in particolare nella contea di Elbert, della quale è il capoluogo.